# Батальон особого назначения «Бергманн»

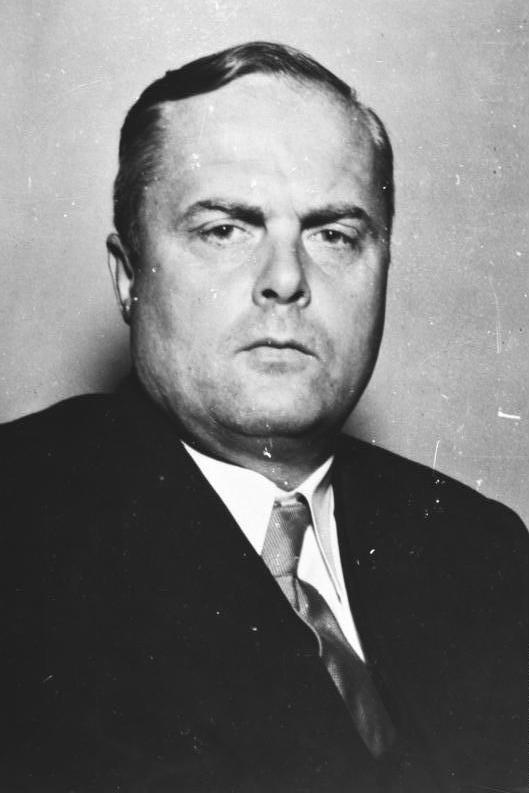
Теодор Оберлендер

Sonderverband Bergmann (нем. Sonderverband Bergmann — «особый отряд Горец») — специальная группа «Бергманн» или Батальон особого назначения «Бергманн». Была военным соединением германского абвера во время Второй мировой войны, созданным из пяти отдельных рот, укомплектованных добровольцами из Южного и Северного Кавказа. Батальон использовал в качестве своего знака   Аревахач, традиционный кавказский кинжал, нашивка с которым носилась слева на рукаве униформы.

## Создание
Формирование производилось в ноябре 1941 — марте 1942 года в Нойхаммере вторым отделом абвера, отвечавшим за диверсии и саботаж. Командиром батальона был назначен кадровый офицер абвера профессор Кенигсбергского университета оберст-лейтенант (подполковник) Т. Оберлендер, считавшийся специалистом по «восточным вопросам». Его заместителем стал зондерфюрер В. фон Кученбах, который вырос в России и хорошо говорил по-русски и по-азербайджански. Как следует из сохранившихся немецких документов, бойцов формирования сплачивала «единая раса и единый образ мыслей», на что и делалась пропагандистская ставка нацистами.

## Состав и вооружение
Батальон имел в своем составе штаб с группой пропаганды и пять стрелковых рот (1-я, 4-я и 5-я — грузинские, 2-я — армянская, 3-я — азербайджанская). Общая численность достигала 1200 человек, в том числе 900 закавказцев и 300 немцев. Помимо добровольцев, отобранных в лагерях военнопленных, в батальон было включено около 130 грузин-эмигрантов, составлявших специальное подразделение абвера «Тамара II». 
 На вооружении имелось преимущественно легкое оружие: ручные пулемёты, ротные миномёты, противотанковые ружья и карабины германского производства.
== Участие в боевых действиях ==
После прохождения горнострелковой подготовки в Миттенвальде (Бавария), батальон в конце августа 1942 года был отправлен на Восточный фронт, причем его личному составу в целях сохранения тайны было приказано выдавать себя за испанских басков или боснийских мусульман.
 В августе — сентябре 1942 года специально подготовленные группы легионеров из батальона «Бергманн» были выброшены в советском тылу с парашютами для осуществления разведывательно-диверсионных акций. Одна из групп в составе 10 немцев и 15 кавказцев высадилась в районе объектов нефтедобычи в г. Грозном с целью их захвата и удержания до подхода передовых частей 1-й танковой армии. Попытка прорыва немецких войск на Грозный 25 — 27 сентября окончилась провалом, однако группе удалось благополучно вернуться назад и даже привести с собой несколько сот дезертировавших из Красной Армии грузин, азербайджанцев и чеченцев, которые пополнили ряды батальона.
С сентября 1942 года батальон «Бергманн» действовал против советских партизан в районе Моздок — Нальчик — Минеральные Воды, а 29 октября был направлен на передовую: 1-я и 4-я роты на нальчикское, а 2-я и 3-я — на ищерское направление. За все это время из перебежчиков, военнопленных и местных жителей удалось сформировать в дополнение к имевшимся ещё четыре стрелковые роты (грузинскую, армянскую, азербайджанскую и смешанную запасную) и столько же конных эскадронов (1 грузинский и 3 армянских).

### Развёртывание в полк
Это позволило к концу 1942 года развернуть батальон «Бергманн» в полк трёхбатальонного состава общей численностью 2300 человек (батальоны: 1-й грузинский, 2-й азербайджанский и 3-й северокавказский).
Во время отступления германской армии с Кавказа подразделения полка «Бергманн» осуществляли арьергардное прикрытие отходящих войск и выполняли специальные задачи, включая уничтожение промышленных предприятий и других объектов. В феврале 1943 года соединение было выведено в Крым, где использовалось на охране южного побережья полуострова и в борьбе с местными партизанами. Здесь, по некоторым данным, была предпринята попытка формирования на его основе Кавказской дивизии, однако, дело не продвинулось дальше проектов и пропагандистских заявлений.
Поздней осенью и зимой 1943—1944 годов все батальоны соединения «Бергманн» вместе с немецкими войсками принимали участие в жестоких боях на Перекопском перешейке, отражая попытки Красной Армии ворваться в Крым. 3-й батальон обеспечивал оборону Литовского полуострова, находясь на правом фланге порядков 50-й пехотной дивизии. Впоследствии они были эвакуированы с полуострова и направлены в Грецию (1-й и 3-й батальоны) и Польшу (2-й), где их главной задачей стала борьба с партизанами.
Так, например, 2-й (азербайджанский) батальон в августе 1944 года действовал в составе группировки, брошенной на подавление Варшавского восстания.